# Men at Work (1990)
Men at Work ist eine US-amerikanische Filmkomödie aus dem Jahr 1990.

## Handlung
James und Carl arbeiten bei der Müllabfuhr zusammen und nehmen es mit Vorschriften nicht so ernst. Beide haben jedoch einen Traum. Sie wollen einen Surf-Shop eröffnen. Nach wiederholten Beschwerden über die beiden wird ihnen der neue Kollege Louis Fedders zugeteilt. Er ist der Schwager ihres Chefs und ein Raubein, das die beiden beobachten soll, um dann zu entscheiden, ob sie ihren Job behalten dürfen oder nicht.
Der Unternehmer Maxwell Potterdam III entsorgt illegal Giftmüll. Jack Berger, der mitten im Wahlkampf für die Bürgermeisterwahl steckt, ist darin verwickelt und will aussteigen. Er will Potterdam vor Gericht bringen und hat deshalb das letzte Gespräch mit ihm auf Band aufgezeichnet. Als er dieses einem Polizisten übergeben will, stellt er fest, dass es versehentlich von seiner Assistentin Susan Wilkins vertauscht wurde.
Carl wohnt im Wohnblock gegenüber von Susan und beobachtet sie schon seit geraumer Zeit. Am Abend kommt Berger in ihre Wohnung und verlangt völlig außer sich von ihr das Band. Sie verlässt die Wohnung, um es zu holen. Trotz Widerspruch von James nimmt Carl sein Luftgewehr und schießt Berger ins Gesäß. Da sie sich nach dem Schuss verstecken, sehen sie nicht, wie zwei Männer die Wohnung von Susan Wilkins betreten, Berger ermorden und die Leiche mitnehmen. Der Kommissar, an den sich Berger gewandt hatte, hatte Potterdam von der Existenz des Bandes erzählt.
Die Killer packen die Leiche in ein gelbes Fass, verlieren dieses aber, als es während der Fahrt aus dem Kofferraum kippt. Als das Trio Carl, James und Louis am nächsten Tag bei der Arbeit auf das Fass mit der Leiche stoßen, wissen sie nicht, was sie tun sollen. James und Carl vermuten zunächst, dass Carl Berger mit seinem Treffer durch das Luftgewehr getötet hat. Als Louis jedoch feststellt, dass Berger stranguliert wurde, sind die beiden erleichtert. Louis will jedoch nicht zur Polizei, da er Polizisten hasst. Als die beiden Fahrradpolizisten Mike und Jeff auftauchen, sehen sich Carl, James und Louis gezwungen, den Tod Bergers zu vertuschen und vorzugeben, Berger wäre ein Kumpel von ihnen, der einen über den Durst getrunken habe. Denn Carl und James sind den beiden etwas debilen Gesetzeshütern schon lange ein Dorn im Auge. Also nehmen sie die Leiche mit zu Carl nach Hause.
Nun müssen die drei sich etwas überlegen, um ihre Unschuld zu beweisen. Zunächst verdächtigen sie Susan Wilkins. Carl gelangt unter einem Vorwand ihre Wohnung und will Beweise für die Tat finden, während Louis und James ihn von seiner Wohnung aus beobachten. Einen Pizzaboten, der die beiden in Carls Wohnung zufällig mit der Leiche sieht, nimmt Louis (mit nichts weiter als einem Luftgewehr bewaffnet) kurzerhand als Geisel. Zwischen Susan und Carl funkt es und als sie abends am Strand liegen, werden sie von den beiden Handlangern Potterdams gefunden, die das Band suchen. Jedoch gelingt den beiden die Flucht. Jetzt weiß Carl, dass Susan mit dem Mord an Berger nichts zu tun hat.
Wenig später allerdings werden sie doch von Potterdam und seinen Männern gestellt und ihrerseits in einer Fabrik Potterdams in gelbe Tonnen gesteckt, um anschließend im Meer versenkt zu werden. James, Louis und der Pizzabote, der mittlerweile weiß, dass er von einem Luftgewehr in Schach gehalten wurde und sich ihnen angeschlossen hat, beobachten den Aufgriff und folgen ihnen. Sie verschaffen sich Zutritt zum Werk und versuchen, die beiden zu retten. Carl kann sich schnell aus seiner Tonne befreien, Susan jedoch befindet sich noch in einer Tonne auf dem Weg zur Entsorgungsstelle. James und Carl stellen Potterdam und seine Männer und können Susan schließlich befreien. Potterdam selbst wird, nachdem er versucht hat, sie mit einer Planierraupe zu überfahren, von dem Quintett unschädlich gemacht und festgesetzt.

## Kritik
„In einer Mischung aus Schwank und Action verliert sich die satirisch-kritische Absicht, die Verfilzung von politischer Macht und privatwirtschaftlichen Interessen anzuprangern.“

„Mit dieser Krimikomödie legte Emilio Estevez seine zweite Regiearbeit vor und war auch für das Script verantwortlich. In seinem mit sarkastischen Gags gespicktem Werk ging es dem Filmemacher und Schauspieler um das Problem Umweltverschmutzung. "Ich wuchs in Südkalifornien auf," sagte er, "und gehe für mein Leben gern in der Santa-Monica-Bay spazieren. Es ist ein Verbrechen, dass dieses wunderschöne Stückchen Erde langsam aber sicher zur Toilette Amerikas verkommt." Partner von Emilio Estevez ist im Film zum vierten Mal sein Bruder Charlie Sheen.“

## Soundtrack
Men at Work (Rhino/Wea, 18. Juli, 1990)
1. Wear You to the Ball – UB40
2. Super Cool – Sly & Robbie
3. Big Pink House – Tyrants in Therapy
4. Feeling Good – Pressure Drop
5. Back to Back – The Blood Brothers
6. Take Heed – Black Uhuru
7. Here and Beyond – Sly & Robbie
8. Truthful – The Blood Brothers
9. Reggae Ambassador – Third World
10. Give a Little Love – Ziggy Marley & the Melody Makers
11. Playas Dawn – Stewart Copeland
12. Pink Panther No. 23 – Stewart Copeland
13. Pump up the Jam – Technotronic